# Usim Nduka
Usim Nduka (ur. 23 września 1985 w Lagos, Nigeria) – piłkarz reprezentacji Azerbejdżanu oraz klubu AZAL PFK Baku, grający na pozycji obrońcy.
Nduka z pochodzenia jest Nigeryjczykiem. Od 2005 roku występuje jednak w ekstraklasie azerskiej, zdecydował się przyjąć tamtejsze obywatelstwo i zgodził się występować w azerskiej kadrze, w której w latach 2007-08 rozegrał dziesięć meczów.